# من انتقام خواهم گرفت
من انتقام خواهم گرفت (به هندی: Main Intequam Loonga) فیلمی محصول سال ۱۹۸۲ و به کارگردانی تاتیننی راما رائو است. در این فیلم بازیگرانی همچون درمندرا، رینا روی، نیروپا روی، دارا سینگ، شارادا، آمریش پوری، باب کریستو، شارات ساکسنا، آسرانی ایفای نقش کرده‌اند.